# NeːEp
NeːEp es el decimocuarto EP publicado del grupo inglés de música electrónica Erasure, lanzado en 2021 y funciona como una extensión del álbum The Neon. "Time (Hearts Full of Love)" fue el corte de difusión y se realizó un videoclip con dicha canción.

## Lista de temas
| NeːEp |                              |          |  |
| N.º   | Título                       | Duración |  |
| 1.    | «Time (Hearts Full of Love)» | 3:46     |  |
| 2.    | «Same Game»                  | 3:40     |  |
| 3.    | «Leaving»                    | 3:45     |  |
| 4.    | «Come on Baby»               | 3:34     |  |
| 5.    | «Secrets»                    | 3:48     |  |

## Datos adicionales
Los temas que integran NeːEp, son canciones que originalmente no entraron en The Neon. Hasta el momento, s̟ólo uno había aparecido en la reciente edición de The Neon Remixed, Secrets. Los otros 4 son canciones que por primera vez ven la luz en este EP.

## Créditos
Todos los temas fueron escritos por Andy Bell y Vince Clarke

Producido por Erasure.

Coristasː Tarwana West y Keisha Jackson.

Producción vocalː Ben H Allen para Makereordsnotbombs.

Ingenieríaː Ben Etter

Asistente de Ingenieríaː Anne Leeth

Masterizado por Matt Colton en Metropolis.

Asistente de estudioː Royal Teague, Sam Tabacchi, Nick Wilson, Parker Bradford y Mike Lupo.

Time, Come On Baby y Secrets mezclados por David Wrench para Solar Management Ltd.

Asistentes de mezclaː Cecile Desnos, Tim Pennells, Joel Davies y Grace Banks.

Mezclado en Studio Bruno, Londres.

Same Game y Leaving mezclados por Francine Perry en "Studio Mute".

Arte de tapaː Anna Bergfors

Dirección de arte y diseñoː Paul A. Taylor.

Dirección de fotografía de arteː Anna Bergfors, Paul A. Taylor y Edith Bergfors.

Fotografíaː Edith Bergfors para Edithbergfors.com.

Fotografías de Erasureː Phil Sharp para Philsharp-photocom.

Diseño de postproducciónː Louise Hendy.

## NeːEp Remixed
Un mes después se editó un EP con remezclas de los mismos cinco temas que aparecen en el EP original.

## Lista de temas
| NeːEp |                                               |          |  |
| N.º   | Título                                        | Duración |  |
| 1.    | «Time (Hearts Full of Love)» (Flormix by TSF) |          |  |
| 2.    | «Same Game» (7th Heaven Single Edit)          |          |  |
| 3.    | «Leaving» (Gareth Shortland Acoustic Mix)     |          |  |
| 4.    | «Come on Baby» (Mark Robotham Remix)          |          |  |
| 5.    | «Secrets» (Discomix by TSF)                   |          |  |

## NeːEp (2022)
NeːEp es el decimocuarto EP de Erasure. Para el Record Store Day 2022, Erasure editará NeːEp en vinilo, con los cinco temas originales y a esto le sumará NeːEp Remixed, un CD que contiene las 5 remezclas que ya habían aparecido en formato digital con el mismo nombre más tres remezclas inéditas.
| NeːEp Vinilo Lado A 1.Time (Hearts Full of Love) 2.Same Game Lado B 1.Leaving 2.Come on Baby 3.Secrets |

| NeːEp Remixed CD 1 Time (Hearts Full of Love) Flomix by TSF 2 Same Game 7th Heaven Radio Edit 3 Leaving Gareth Shortland Acoustic Mix 4 Come on Baby Mark Robotham Remix 5 Secrets Discomix by TSF 6 Same Game 7th Heaven Club Mix 7 Time (Hearts Full of Love) Flodem by TSF 8 Secrets The Groove by TSF |